# Idioma guambiano
El guambiano, namuy wam, nam trik o mogüez es una lengua indígena hablado por el pueblo misak (también llamados guambianos) en el departamento del Cauca en Colombia. El parentesco más estrecho de esta lengua se da con la lengua totoró, habladas en el municipio de tal nombre, y con la lengua coconuco.

## Fonología
Tiene cinco fonemas vocálicos y 17 consonánticos, entre los cuales se destacan como peculiaridad, las consonantes retroflejas.

### Vocales
|        | Anteriores | Centrales | Posteriores |
| ------ | ---------- | --------- | ----------- |
| Altas  | i          |           | u           |
| Medias | e          | ø         |             |
| Bajas  |            | a         |             |

### Consonantes
El siguiente cuadro da los fonemas (signo AFI) y la ortografía común usada para dichos fonemas:
|                  | labial | alveolar | retrofleja | palatal | velar |
| ---------------- | ------ | -------- | ---------- | ------- | ----- |
| oclusivas sordas | p      | t        |            |         | k     |
| africadas        |        | ts       | ʈʂ tr      | tʃ ch   |       |
| nasales          | m      | n        |            | ɲ ñ     |       |
| fricativas       |        | s        | ʂ sr       | ʃ sh    |       |
| laterales        |        | l        |            | ʎ ll    |       |
| vibrantes        |        | ɾ r      |            |         |       |
| aproximante      |        |          |            | j y     | w     |
El grupo de consonantes sordas /p/, /t/, /ʈʂ/, /tʃ/ /k/ se realizan como sonoras [b], [d], [dz], [dʒ] [ɖʐ], /g/, tras una nasal o una alveolar; y además las del grupo /p/, /ʈʂ/, /tʃ/, /k/, se realizan como fricativas sonoras [β], [ʒ] [ʐ], [ɣ], entre vocales. Al final de la /p/, /ʈʂ/, /k/ palabra como fricativas no silabantes sordas [ɸ], [ɹ̠̊], [ç], pero si se trata del final del enunciado se pueden realizar como silbantes sonoras [β], [ʐ], [ɣ] o como sordas [ɸ], [ʂ], [x]. Las retroflejas ʂ, ʈʂ son apicales. Antes de las vocales anteriores /i/, /e/, la consonante /k/ se palataliza [c]. Las consonantes seguidas /np/ suenan [mb]. La vibrante /ɾ/ se realiza como simple [ɾ] en posición intervocálica y como múltiple sorda aspirada [r̥ʰ] al final de la palabra.

## El "Padrenuestro" en Guambiano
es una muestra del sincretismo producto de la colonización, a partir de allí, los Misak se han planteado recuperar sus tradiciones a través de diferentes mecanismos que van conectados por su consigna de "recuperar la tierra, para recuperarlo todo"
Ñimpe Tiuspa waminchip pɵntrappe, ɵyah chintrikai:
Namui Mɵskai srɵmpalasrɵ wapik,
ñui munchipe tapikweintɵ tarɵmara,
newan tap intik kɵntrun.
Ñi aship karup pasraipe pirau latrɵpitchap amɵ,
srɵmpalasrɵ latawei yu piraukucha,
Ñi maik maramtiik kɵpen,
treekwei marik kɵntrai.
Kualɵmmɵrik nam mamik maik palapikwan mɵi tranɵp,
namui kaik mariilan ulɵ paimɵ,
pesannatruntrik chip,
nam namun kaik marɵpelan ulɵ paimɵ,
pesannawa kɵtrɵmisrɵp lataitɵwei.
Chikѳpen namun kekɵtrɵsrkɵntraptiik pɵntrɵpene,
truwane namun ampashmɵtruntrik.
Masken tru kaikweinukkutrimpe tarɵmartra.
Kakente, tru aship karup waipa,
marampurap mariipa, purɵ nuik,
purɵ tapiipape manakatik Ñuin kɵn chip.
El Nuevo Testamento en el idioma guambiano de Colombia (en guambiano) (Primera edición). Bogotá, Colombia: Asociación Editorial Buena Semilla. 2000. p. 16.
Mateo 6:9-13